# Rolandas Bernatonis
Rolandas Bernatonis (Kaunas, 22 de enero de 1987) es un jugador de balonmano lituano que juega de lateral izquierdo. Es internacional con la selección de balonmano de Lituania.
Es conocido en España por haber jugado en distintos equipos de la Liga Asobal. Destacó en el BM Puerto Sagunto en donde jugó 48 partidos y marcó 240 goles entre 2014 y 2016.

## Clubes
- Granitas Kaunas ( -2009)
- Bidasoa-Irun (2009-2011)
- Helvetia Anaitasuna (2011-2014)
- BM Puerto Sagunto (2014-2016)
- CSM București (2016-2017)
- Club Balonmano Granollers (2017-2018)[2]
- Eger-Eszterházy SzSE (2018-2022)
- Club Balonmano Benidorm (2022-2023)[3]
- BM Guadalajara (2023-2024)[4]
- HC Vilnius (2024- )